# Trung niên
Trung niên (tiếng Anh: middle age), đôi khi còn gọi là trung tuổi hay đứng tuổi, là độ tuổi nằm trên thanh niên nhưng nằm dưới giai đoạn quá độ sang tuổi già. Mặc dù giới hạn độ tuổi chính xác vẫn còn đang tranh cãi, nhưng hầu hết các nguồn thông tin đều đặt giai đoạn trung gian của thời kỳ trưởng thành là nằm trong độ tuổi từ 45-65. Giai đoạn này trong cuộc đời được đánh dấu bởi sự thay đổi dần dần từng chút một về thể lý, nhận thức và xã hội đối với mỗi cá nhân khi con người ta dần lão hóa.

## Tuổi trung niên

### Tuổi trung niên
Giai đoạn thứ 7
Quãng thời gian này con người ta được gọi là 'trung niên' hay 'trung tuổi' và được định nghĩa là nằm trong độ tuổi từ 45 đến 65. Nhiều thay đổi có thể diễn ra trong thời kỳ chuyển từ thanh niên sang giai đoạn này. Cơ thể chậm chạp dần và độ tuổi trung niên có thể nhạy cảm với chế độ ăn uống, lạm dụng vật chất, tiền bạc của cải, căng thẳng mệt mỏi và cần nghỉ ngơi dưỡng sức. Các vấn đề sức khỏe kinh niên có thể trở thành gánh nặng cùng với sự ốm yếu, bệnh tật. Khoảng chừng 1cm chiều cao sẽ bị mất đi sau mỗi thập kỷ. Những phản ứng về cảm xúc và sự hồi tưởng về quá khứ là khác nhau tùy theo mỗi người, ví dụ như: trải qua cảm giác ra đi, buồn chán hoặc nỗi mất mát thì khá là phổ biến trong độ tuổi này.
Những người trong độ tuổi trung niên họ vẫn tiếp tục phát triển các mối quan hệ và thích nghi được với những chuyển biến trong các mối quan hệ. Những thay đổi này là vô cùng rõ ràng trong sự già hóa các mối quan hệ giữa những đứa trẻ đang lớn/đã lớn và các bậc phụ huynh đang dần có tuổi. Sự gắn bó với cộng đồng khá là điển hình ở trong độ tuổi này, cũng như việc tiếp tục phát triển sự nghiệp.

### Đặc điểm thể lý
Người trung tuổi có thể bắt đầu xuất hiện những dấu hiệu rõ rệt của việc lão hóa. Quá trình này có thể diễn ra nhanh hơn ở những người phụ nữ bị bệnh loãng xương.